# 쎄니트
쎄니트(Cenit)는 대한민국의 스테인리스 박판 기업이다. 본사는 경상남도 의령군 의령읍 구룡로4남길 53 (동동리)에 위치해 있다. 대표이사는 최재관, 박승배이다. 스테인레스 박판제조업을 주된 사업으로 운영하고 있고, 기타 영화관 운영사업 및 부동산임대업을 영위하고 있다

## 참고 문헌
1. ↑  쎄니트, 경영 실적 악화 'STS' 중폭 감산...부대사업은 실적 개선, 철강금속신문, 2023.05.18
2. ↑  한국IR협의회 기술분석보고서-쎄니트, 2018. 5. 31[깨진 링크(과거 내용 찾기)]
3. ↑  윤철주, (공시) 쎄니트, 21일 29회 정기총회 개최...일부 사업목적 변경, 철강금속신문, 2024.03.06
4. ↑  강인효, 쎄니트, 대전 극장 52억원에 인수했다, 이투데이, 2014-08-04